# استاکر
برای مفهوم واژه به آزار تعقیب نگاه کنید.
استاکر (اِستالکر – به روسی: Сталкер) فیلمی است هنری در ژانر علمی تخیلی و درام، محصول سال ۱۹۷۹به کارگردانی آندری تارکوفسکی. فیلم اقتباسی آزاد از رمان گردش کنار جاده اثر برادران استروگاتسکی است، تلفیقی است از المانهای ژانر علمی تخیلی با موضوعات دراماتیک روانشناختی و فلسفی. عنوان فیلم به روسی Сталкер است که معنی تعقیب‌کننده آزاردهنده می‌دهد. این فیلم با نام منطقه به فارسی دوبله شده‌است.

## داستان
استاکر داستان منطقه‌ای اسرارآمیز در دنیایی پس از فاجعه است. در منطقه محلی وجود دارد که مردم باور دارند در آن عمیق‌ترین آرزوهای قلبی فرد برآورده می‌شوند. داستان فیلم تلاش دنبال‌گر (استاکر) برای رساندن دو مسافر به این محل است.

## بازیگران
- الکساندر کایدانوفسکی در نقش استاکر
- آناتولی سولونیتسین در نقش نویسنده
- آلیسا فرایندلیش در نقش همسر استاکر
- نیکولای گرینکو در نقش دانشمند
- ناتاشا آبرامووا در نقش مارتیشکا، دختر استاکر
- فیمه جورنو در نقش دوست‌دختر نویسنده
- ئی. کوستین در نقش صاحب کافه
- رایمو رندی در نقش پلیس گشت‌زن
- ولادیمیر زمانانسکی در نقش صدای پشت تلفن در حال مکالمه با دانشمند

## ساخت

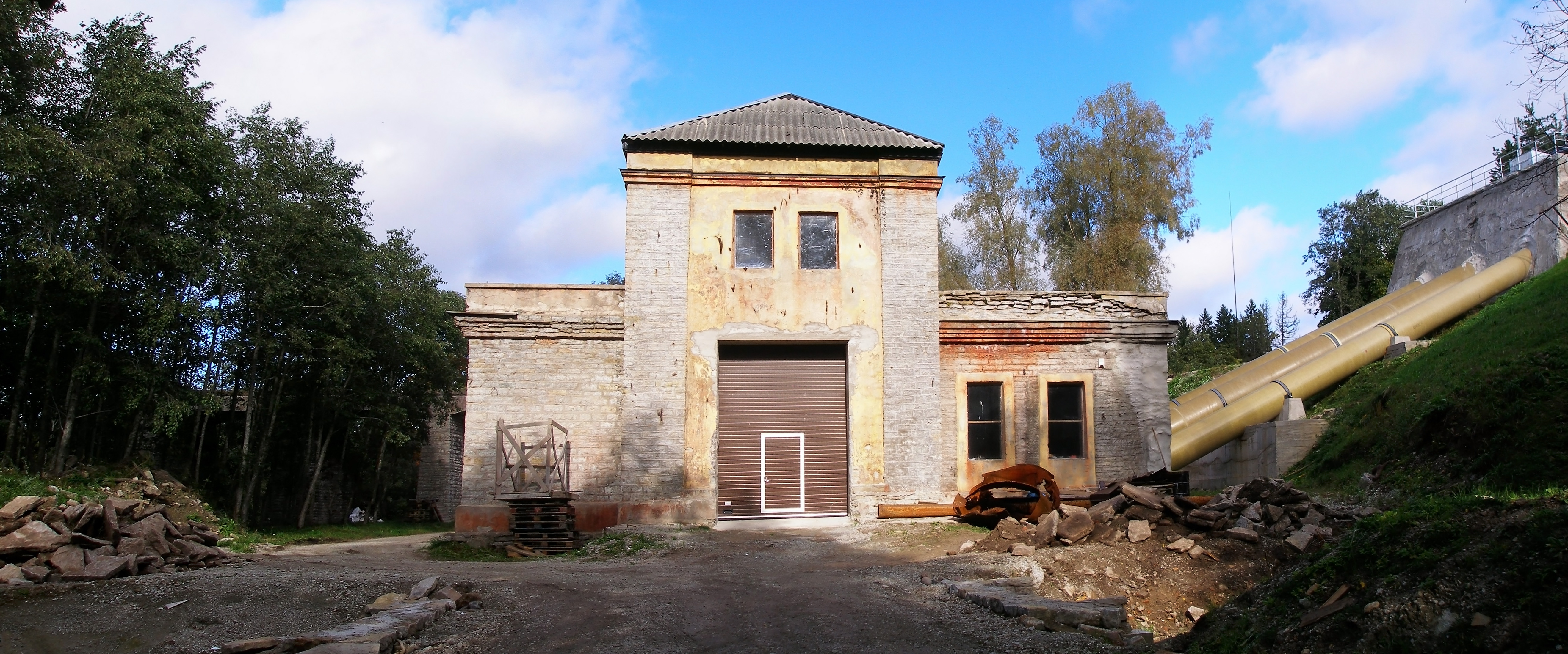
سایتی در استونی که برای فیلم برداری استفاده شد.

### نویسندگی
فیلم برداشت آزادی از رمانِ پیک‌نیک کنار جاده نوشتهٔ بوریس و آرکادی استروگاتسکی است. تارکوفسکی بعد از خواندن رمان، بلافاصله آن را به دوستِ فیلمسازش میخائیل کالاتازوف پیشنهاد می‌دهد تا اگر علاقه‌مند بود براساسش فیلمی بسازد. کالاتازوف بعد از این‌که نتوانست حق ساختِ فیلم براساس رمان را برای خودش بخرد، پروژهٔ ساخت فیلم را کنار می‌گذارد. بعدها علاقهٔ خودِ تارکوفسکی به اقتباسِ از رمان و بسطِ مضمون‌اش بیشتر می‌شود. او امیدوار است با این مضمون، فیلمی بسازد که به وحدتِ سه‌گانهٔ کلاسیک (وحدت زمان، مکان و موضوع) وفادار باشد.
فیلم ساخته شده محصول مشترک شوروی سابق و آلمان شرقی است. فیلمبرداری آن از سال ۱۹۷۷ آغاز گردید و در سال ۱۹۷۹ به نمایش گذاشته شد. تارکوفسکی پس از خواندن داستان برادران استروگاتسکی، به توانش و بالقوگی «کنش پیوسته و مفصل آن اشاره کرد که در عین حال متعادل و کاملاً آرمانی است و هم چنین فراتجربی، پوچ و مطلق».

## موسیقی متن
موسیقی متن فیلم توسط ادوارد آرتمیف نوشته شده‌است. از تار آذربایجانی در تم موسیقی استفاده شده‌است.

## استقبال

### جوایز
این فیلم برندهٔ جایزهٔ جایزه کلیسای جهانی در جشنواره کن شده‌است. همچنین جایزهٔ هیئت داوران-تقدیر ویژه در فانتاسپورتو، پرتغال به این فیلم اهدا شده‌است.